# Standard 16/20
La 16/20 è un'autovettura prodotta dalla Standard nel 1906. Sostituì la 16 hp.
Nell'unico anno in cui fu prodotta, la 16/20 era il modello più piccolo tra quelli offerti all'epoca dalla Standard. Gli altri due modelli della gamma Standard erano la 24/30 e la 50 hp.
Come il modello che sostituì, anche la 16/20 era disponibile in versione torpedo quattro posti. L'altra carrozzeria offerta era landaulet. Aveva installato un motore in linea a quattro cilindri e valvole laterali, da 3.531 cm³ di cilindrata totale. La potenza erogata era di 20 CV.
Dopo solamente un anno di produzione, la commercializzazione fu interrotta. Il modello che sostituì la 16/20 fu chiamato nuovamente 16 hp.